# IVC - Rumble in Yougoslavia
IVC - Rumble in Yougoslavia foi o décimo-quinto evento do International Vale Tudo Championship.